# Revisioned: Tomb Raider
Revisioned: Tomb Raider (zapisywane jako Re\Visioned: Tomb Raider) – amerykański serial animowany powstały na podstawie serii gier komputerowych Tomb Raider. Premierową emisję rozpoczęto 10 lipca 2007 roku w internetowym serwisie GameTap. Serial składa się z dziesięciu krótkich filmików przedstawiających Larę w różnych animowanych i komiksowych stylistykach. Ostatni odcinek, pierwotnie mający zostać wyemitowany 23 sierpnia 2007 roku, premierę miał 13 listopada tego samego roku.
Chociaż odcinki stworzone zostały przez różnych twórców, przez co różnią się stylistyką, we wszystkich jednak usłyszeć można Minnie Driver podkładającą głos Larze.
Revisioned: Tomb Raider jest pierwszym sezonem internetowego serialu animowanego Revisioned, tworzonego przez GameTap, który w formie krótkich animacji przedstawiać ma również inne serie gier komputerowych.

## Lista odcinków
| Numer odcinka | Tytuł                        | Premiera          | Reżyseria         | Scenariusz                |
| --- | ---------------------------- | ----------------- | ----------------- | ------------------------- |
| 01 | Keys to the Kingdom (Part 1) | 10 lipca 2007     | Peter Chung       | Peter Chung               |
| Lara wplątana zostaje w sieć religijnych intryg po tym, jak zamordowany zostaje znany archeolog, twierdzący, że znalazł sposób na przywracanie martwych do życia                                          |                              |                   |                   |                           |
| 02 | Keys to the Kingdom (Part 2) | 11 lipca 2007     | Peter Chung       | Peter Chung               |
| Kontynuacja 1. odcinka |                              |                   |                   |                           |
| 03 | Keys to the Kingdom (Part 3) | 12 lipca 2007     | Peter Chung       | Peter Chung               |
| Kontynuacja 1. i 2. odcinka |                              |                   |                   |                           |
| 04 | Revenge of the Aztec Mummy   | 19 lipca 2007     | David Álvarez     | Brian Pulido              |
| Bohaterka musi zmierzyć się z Moctezumą, wskrzeszoną aztecką mumią |                              |                   |                   |                           |
| 05 | Angel Spit (Part 1)          | 26 lipca 2007     | Cully Hamner      | Warren Ellis              |
| Croft wyrusza na Antarktydę, gdzie ma nadzieję odnaleźć tajemniczą substancję, z której farmaceuci mogą stworzyć lekarstwo na każdą chorobę. Nie wie jednak, jakie tajemnice związane są z ową substancją |                              |                   |                   |                           |
| 06 | Angel Spit (Part 2)          | 26 lipca 2007     | Cully Hamner      | Warren Ellis              |
| Kontynuacja 1. odcinka |                              |                   |                   |                           |
| 07 | Lara Croft: Legacy           | 2 sierpnia 2007   | Ivan Reis         | Brian Pulido              |
| Lara, poszukując starożytnego berła, trafia do klasztoru, w których zmierzyć musi się z armią ludzi-półpotworów.                                                                                          |                              |                   |                   |                           |
| 08 | Pre-Teen Raider              | 9 sierpnia 2007   | Six Point Harness | Gail Simone               |
| Lara Croft nie od zawsze była znanym „rabusiem grobowców”. Odcinek pokazuje jedną z przygód dwunastoletniej Lary z okresu, gdy uczęszczała do elitarnej akademii                                          |                              |                   |                   |                           |
| 09 | Raising Thaumopolis          | 16 sierpnia 2007  | Louie del Carmen  | Michael A. Stackpole      |
| Lara musi rozwiązać trzy starożytne zagadki, jeśli chce zdobyć cenną nagrodę podczas jej poszukiwań zagubionego podwodnego miasta Thaumopolis                                                             |                              |                   |                   |                           |
| 10 | A Complicated Woman          | 13 listopada 2007 | Jim Lee           | Jim Lee, Christos N. Gage |
| Próbując odnaleźć starożytny skarb Perseusza, trójka łowców skarbów przechwala się, jak to każdy z nich zabił Larę Croft... Ale czy na pewno zabił?                                                       |                              |                   |                   |                           |